# Lijst van voetbalinterlands Oman - Singapore
Deze lijst van voetbalinterlands is een overzicht van alle officiële voetbalwedstrijden tussen de nationale teams van Oman en Singapore. De landen hebben tot op heden tien keer tegen elkaar gespeeld. De eerste ontmoeting vond plaats op 9 december 1988 tijdens een vriendschappelijk toernooi in Shah Alam (Maleisië). Het laatste duel, eveneens een vriendschappelijk wedstrijd, werd gespeeld in Kuala Lumpur (Maleisië) op 23 maart 2019.

## Wedstrijden
| №  | Plaats       | Datum             | Competitie                 | Wedstrijd        | Uitslag |
| -- | ------------ | ----------------- | -------------------------- | ---------------- | ------- |
| 1  | Shah Alam    | 9 december 1988   | Vriendschappelijk          | Singapore − Oman | 3 − 1   |
| 2  | Singapore    | 16 september 2003 | Vriendschappelijk          | Singapore − Oman | 1 − 3   |
| 3  | Muscat       | 9 juni 2004       | WK 2006 kwalificatie       | Oman − Singapore | 7 − 0   |
| 4  | Singapore    | 8 september 2004  | WK 2006 kwalificatie       | Singapore − Oman | 0 − 2   |
| 5  | Doha         | 6 februari 2006   | Vriendschappelijk          | Oman − Singapore | 1 − 0   |
| 6  | Muscat       | 27 januari 2008   | Vriendschappelijk          | Oman − Singapore | 2 − 0   |
| 7  | Singapore    | 31 december 2009  | Vriendschappelijk          | Singapore − Oman | 1 − 4   |
| 8  | Singapore    | 14 augustus 2013  | Azië Cup 2015 kwalificatie | Singapore − Oman | 0 − 2   |
| 9  | Muscat       | 5 maart 2014      | Azië Cup 2015 kwalificatie | Oman − Singapore | 3 − 1   |
| 10 | Kuala Lumpur | 23 maart 2019     | Vriendschappelijk          | Oman − Singapore | 1 − 1   |

## Samenvatting
| Competitie            | Totaal gespeeld | Winst Oman | Gelijk | Winst Singapore | Doelsaldo Oman – Singapore |
| --------------------- | --------------- | ---------- | ------ | --------------- | -------------------------- |
| WK-kwalificatie       | 2               | 2          | 0      | 0               | 9 − 0                      |
| Azië Cup-kwalificatie | 2               | 2          | 0      | 0               | 5 − 1                      |
| Vriendschappelijk     | 6               | 4          | 1      | 1               | 12 − 6                     |
| Totaal                | 10              | 8          | 1      | 1               | 26 − 7                     |

OFA · A-internationals · Bondscoaches · Statistieken · Olympisch elftal · Oman U21 · Oman U20 · Oman U19 · Oman U18 · Oman U17
1970 – 1979 · 
1980 – 1989 · 
1990 – 1999 · 
2000 – 2009 · 
2010 – 2019 ·
2020 − 2029
1974 · 
1975 · 
1976 · 
1977 · 
1978 · 
1979 · 
1980 · 
1981 · 
1982 · 
1983 · 
1984 · 
1985 · 
1986 · 
1987 · 
1988 · 
1989 · 
1990 · 
1991 · 
1992 · 
1993 · 
1994 · 
1995 · 
1996 · 
1997 · 
1998 · 
1999 · 
2000 · 
2001 · 
2002 · 
2003 · 
2004 · 
2005 · 
2006 · 
2007 · 
2008 · 
2009 · 
2010 · 
2011 · 
2012 · 
2013 · 
2014 ·
2015 ·
2016 ·
2017 ·
2018 ·
2019 ·
2020 ·
2021 ·
2022 ·
2023
Afghanistan ·
Algerije ·
Australië ·
Azerbeidzjan ·
Bahrein ·
Bangladesh ·
Benin ·
Bhutan ·
Bosnië en Herzegovina ·
Brazilië ·
Bulgarije ·
Burkina Faso ·
Chili ·
China ·
Congo-Kinshasa ·
Costa Rica ·
Duitsland ·
Ecuador ·
Egypte ·
Estland ·
Filipijnen ·
Finland ·
Gabon ·
Guam ·
Haïti ·
Hongkong ·
Ierland ·
India ·
Indonesië ·
Irak ·
Iran ·
Japan ·
Jemen ·
Jordanië ·
Kazachstan ·
Kenia ·
Kirgizië ·
Koeweit ·
Kosovo ·
Laos ·
Letland ·
Libanon ·
Liberia ·
Libië ·
Macau ·
Malediven ·
Maleisië ·
Mali ·
Marokko ·
Mauritanië ·
Mozambique ·
Myanmar ·
Nepal ·
Nieuw-Zeeland ·
Noord-Korea ·
Noord-Macedonië ·
Noorwegen ·
Oezbekistan ·
Pakistan ·
Palestina ·
Paraguay ·
Qatar ·
Saoedi-Arabië ·
Senegal ·
Singapore ·
Slovenië ·
Soedan ·
Somalië ·
Sri Lanka ·
Syrië ·
Tadzjikistan ·
Taiwan ·
Thailand ·
Togo ·
Tunesië ·
Turkmenistan ·
Uruguay ·
Verenigde Arabische Emiraten ·
Verenigde Staten ·
Vietnam ·
Wit-Rusland ·
Zambia ·
Zimbabwe ·
Zuid-Korea ·
Zweden ·
Zwitserland
FAS · 
Lijst van A-internationals · 
Singaporees vrouwenelftal
1960 – 1969 ·
1970 – 1979 ·
1980 – 1989 ·
1990 – 1999 ·
2000 – 2009 ·
2010 – 2019
Afghanistan ·
Argentinië ·
Australië · 
Azerbeidzjan · 
Bahrein · 
Bangladesh · 
Brunei · 
Cambodja · 
Canada · 
China · 
Denemarken · 
Fiji ·
Filipijnen · 
Finland · 
Ghana · 
Guam ·
Hongkong · 
India · 
Indonesië · 
Irak · 
Iran · 
Israël · 
Japan · 
Jemen ·
Jordanië · 
Kazachstan · 
Kirgizië · 
Koeweit · 
Laos · 
Libanon · 
Macau · 
Malediven · 
Maleisië · 
Mauritius ·
Mongolië · 
Myanmar · 
Nepal · 
Nieuw-Zeeland · 
Noord-Korea · 
Noorwegen · 
Oezbekistan · 
Oman · 
Oost-Timor · 
Pakistan · 
Palestina · 
Papoea-Nieuw-Guinea ·
Polen · 
Qatar ·
Salomonseilanden · 
Saoedi-Arabië · 
Sri Lanka · 
Syrië · 
Tadzjikistan · 
Taiwan · 
Thailand · 
Turkmenistan · 
Uruguay · 
Verenigde Arabische Emiraten · 
Vietnam · 
Zuid-Korea · 
Zuid-Vietnam · 
Zweden